# Nybrostrand
Nybrostrand é uma localidade da Suécia, situada na província histórica da Escânia.

Tem cerca de 810 habitantes, e pertence à Comuna de Ystad.

Está situada a 10 km a leste de Ystad.